# 約爾格·德慕斯
约尔格·沃尔夫冈·德慕斯（德語：Jörg Wolfgang Demus，1928年2月2日—2016年4月16日）是一名国际知名的奥地利古典钢琴家，有着大量的录音。他同时在音乐学院中作曲、并担任讲师。在作曲和演奏方面，他专注于室内乐和艺术歌曲。他曾与伊丽莎白·施瓦茨科普夫和迪特里希·菲舍尔-迪斯考等歌手合作，也与保罗·巴杜拉-斯柯达组成过钢琴二重奏。他还与约瑟夫·苏克和安东尼奥·雅尼格洛等弦乐演奏家合作过。 德慕斯对古钢琴在现代演出中的复兴起到了重要作用。他曾被授予许多奖项，包括法国荣誉军团勋章。他被认为是二战后奥地利最杰出的钢琴家之一。   